# Скорботна бездушність
«Скорботна бездушність» (рос. «Скорбное бесчувствие») — російський радянський художній фільм режисера Олександра Сокурова за сценарієм Юрія Арабова, знятий 1983—1986 роках. На широкий екран вийшов в грудні 1987 роки (в титрах вказаний 1986 рік).

## Зміст
Знятий за мотивами твору Бернарда Шоу «Дім, де розбиваються серця». Йде Перша світова війна. Навколо панують смерть, розруха, битви. Та це зовсім не те, що відбувається в особняку Шотовера. Тут своя течія життя, де вирують пристрасті, інтриги, біль і нестримна ненависть, котра виривається з, здавалося б, надійних укриттів.
За сюжетом фільм являє собою вільну фантазію за мотивами «Будинки, де розбиваються серця» Бернарда Шоу, — теж п'єси-фантазії «в російській стилі на англійські теми». Назва кінокартини являє собою дослівний переклад середньовічного медичного діагнозу: лат. Anaesthesia dolorosa:

«Назва цього фільму взято з області медицини. Як режисер я робив фільм про скорботному бездушності — хвороби, якою хворіє тільки людина. <…> Про те, як важко розрізнити і відчути ту грань, за якою люди перестають хворіти людськими хворобами і хворіють як звірі. Невиліковно».

## Ролі
- Рамаз Чхіквадзе — Шотовер
- Алла Осипенко — Аріадна
- Тетяна Єгорова (Отюгова) — Гесіона
- Дмитро Брянцев — Гектор
- Володимир Заманський — Мадзіні
- Вікторія Амітова (Юріздицька) — Еллі
- Ілля Рівін — Менген
- Ірина Соколова — Няня Гинесс
- Вадим Жук — Доктор Найф
- Андрій Решетин — Ренделл
- Ю. Сергеєв
- Володимир Дмитрієв
- П. Прибиток
- Л. Ан
- Ю. Симонов

## Цікаві факти
Скорботна нечутливість (лат. Anaesthesia psychica dolorosa) — літературне назву психічної анестезії, особливого роду душевної хвороби, найбільш характерним для якої є феномен відчуження вищих емоцій. У хворих спостерігають повну нечутливість до близьких людей, втрата здатності переживати задоволення і невдоволення, радість, любов, ненависть і смуток; вони образно називають себе «живими трупами».